# José Fructuoso Gómez
José Fructuoso Gómez, también conocido como José F. Gómez o Che Gómez (Juchitán, Oaxaca, 21 de enero de 1858 - Matías Romero, Oaxaca, 4 de diciembre de 1911), fue un militar mexicano que participó en la primera etapa de la Revolución mexicana. Fue presidente municipal de su natal Juchitán, y ante un intento de imposición de autoridad política por parte del gobernador Benito Juárez Maza, llevó a su pueblo a la rebelión y al intento de llegar a la Ciudad de México para hablar con el presidente Francisco I. Madero y explicarle la situación personalmente, y cayó asesinado en su intento.

## Biografía
Nació en Juchitán, Oaxaca. José F. Gómez resulta elegido diputado local en 1911, pero al preocuparse por las próximas elecciones en Juchitán y ayudar a los más desprotegidos de su municipio resulta elegido presidente municipal de Juchitán. Sin embargo, ante la rebelión y presiones políticas de los empresarios y ricos del municipio y del estado de Oaxaca, el gobernador Benito Juárez Maza resuelve cambiarlo, enviando a una persona impuesta por él, de nombre Enríque de León lo que lo lleva a encabezar un levantamiento en noviembre de 1911 contra el Gobierno de Oaxaca, ante el intento de imposición de un nuevo jefe político -Enrique de León-, y forma un ejército con la ayuda del pueblo, tratando de combatir a Pablo Pineda del partido y ahora ejército de oposición. Fue aprehendido a principios de diciembre, después de ya haber recibido una entrevista con Francisco I. Madero para su traslado a México y murió en condiciones poco claras; todo parece indicar que se le aplicó la Ley Fuga. Tenía un salvoconducto expedido por Madero para trasladarse a la Ciudad de México, en busca de un posible arreglo. El tren en que iba fue detenido en Neza Conejo, del municipio de Petapa, cercano a la estación Lagunas. Cuentan los lugareños que fue bajado del tren y asesinado. Uno de los asesinos vivió varios años en Rincón Viejo, lugar cercano a Matías Romero, Oaxaca. A la muerte de él quedó en su lugar el teniente Felipe López quién continuó la rebelión, sin embargo meses más tarde llegó a un arreglo político. De las mismas convicciones políticas fue su hijo José F. Gómez Bustamante, quién murió  siendo coronel, cuando participó en la Rebelión delahuertista. En enero de 1924, después de la derrota sufrida en Santa Lucrecia, hoy Jesús Carranza, Veracruz, se dirigió hacia el sur con un contingente de más de 150 personas, compuesta de hombres y mujeres. Arribó a San Juan Guichicovi en donde solicitó apoyo al presidente municipal: se ignora si lo consiguió o le fue negado. Se remontó a la montaña y en el cerro de la Guacamaya, municipio de Santa María Petapa, hizo un campamento. El presidente municipal de Guichicovi murió asesinado y puesto en alerta las fuerzas federales cuya comandancia estaba en el puerto de Salina Cruz, Oaxaca un grueso contingente de federales subió al cerro y los rebeldes de Ché Gómez fueron acribillados al amanecer, según cuentan los lugareños, cuando algunos se estaban bañando en los arroyos y las mujeres preparaban alimentos. Una masacre que nunca fue investigada y que desconocen cuantos fueron los asesinados.